# José Gabriel Sangiovanni
José Gabriel Sangiovanni Panebianco (Cali, Colombia; 5 de febrero de 1970) es un director técnico y dirigente colombiano de ascendencia italiana. Actualmente es propietario del equipo Orsomarso que compite en la Segunda División de Colombia.

## Trayectoria
Es hijo de Pepino Sangiovanni, y hermano de Oreste Sangiovanni, importantes empresarios y dirigentes deportivos. Es miembro de la junta directiva de Café Águila Roja, Pastas Nuria, Café Bemoka e Industria de Productos Alimenticios del Cauca.
Durante muchos años fue accionista del América de Cali, ayudando incluso a la no desaparición del club. En 2012 José Gabriel fundó al equipo de fútbol Orsomarso Sportivo Clube, compitiendo varios torneos de categorías inferiores. A finales del año 2015 adquirió la ficha del recién descendido Uniautónoma, comenzando su historia en el fútbol profesional.
Desde junio de 2017 es propietario del Orsomarso Sportivo Clube.

## Clubes

### Como entrenador
| Club      | País     | Año         | Partidos Dirigidos |
| --------- | -------- | ----------- | ------------------ |
| Orsomarso | Colombia | 2017 - 2019 | 92                 |

### Como dirigente
| Club            | País     | Año           | Rol         |
| --------------- | -------- | ------------- | ----------- |
| América de Cali | Colombia | 1979-2015     | Accionista  |
| Orsomarso       | Colombia | 2012-presente | Propietario |

## Estadistícas como entrenador
Corregido 24 de enero de 2020.
| Equipo               | Torneo            | Partidos | Partidos | Partidos | Partidos |
| Equipo               | Torneo            | PD       | PG       | PE       | PP       |
| -------------------- | ----------------- | -------- | -------- | -------- | -------- |
| Orsomarso · Colombia |                   |          |          |          |          |
| Primera B 2017       | 18                | 7        | 5        | 6        |          |
| Primera B 2018       | 30                | 7        | 7        | 16       |          |
| Copa Colombia 2018   | 6                 | 3        | 1        | 2        |          |
| Primera B 2019       | 30                | 1        | 12       | 17       |          |
| Copa Colombia 2019   | 8                 | 4        | 1        | 3        |          |
| Total club           | 92                | 22       | 26       | 44       |          |
| Consolidado Total    | Consolidado Total | 92       | 22       | 26       | 44       |